# Richard Bach
Richard Bach, ameriški pisatelj, * 23. junij 1936. 
Richard David Bach je slavni ameriški pisatelj, rojen 23. junija 1936, v Oak Parku, Illinois, v ZDA. Šolanje je zaključil leta 1955. 
Je avtor številnih leposlovnih del, znan po svojih uspešnicah kot so Jonathan Livingston Galeb (1970), Illusions (1977), One (1989), Out of My Mind (1999) in številnih drugih. Večina njegovih knjig je delno avtobiografskih. V svojih delih je za ponazoritev svoje filozofije uporabljal izmišljene in resnične dogodke iz svojega življenja. 

## Vojaška kariera in letalstvo
Bach je znan tudi po svoji veliki ljubezni do letenja, ki je že pri 17 letih postalo tudi njegov hobi. Kmalu po diplomi se je pridružil ameriški mornarici, nato je služil pri ameriških letalskih silah (USAF) kot pilot letala F-84F, kasneje tudi kot rezervist. 
Po vojaški karieri je delal na različnih delovnih mestih, med drugim kot pisatelj tehničnih vsebin pri reviji Douglas Aircraft in kot urednik revije Flying. Večina njegovih knjig opisuje letenje na tak ali drugačen način, od zgodnjih zgodb, kjer opisuje letenje z letali, metode in trike, namenjene bodočim pilotom, do njegovih poznejših del, v katerem je uporabil letenje kot filozofsko metaforo.

## Jonathan Livingston Galeb
Leta 1970 je izšla knjiga Jonathan Livingston Galeb, zgodba o galebu, ki je letel iz ljubezni do letenja, ne pa zgolj zaradi lovljenje hrane. Objavila jo je založba Macmillan Publishers, potem ko je bil rokopis zavrnjen s strani številnih drugih založnikov. Novela, ki je vključevala edinstvene fotografije galebov v letu, delo  fotografa Russella Munsona, je postala svetovna uspešnica. Knjiga vsebuje manj kot 10.000 besed, vendar je podrla vse prodajne rekorde. Samo v letu 1972 je bilo prodanih več kot 1.000.000 izvodov in o njenem uspehu so mediji na široko poročali. Leta 1973 je bil po knjigi posnet film, Jonathan Livingston Galeb, v produkciji Paramount Pictures.

## Zasebno življenje
Bach je imel šest otrok s prvo ženo Bette Jeanne Franks, zatem je bil poročen še dvakrat. Leta 2012 se je Bach hudo poškodoval pri pristanku na Friday Harborju, kasneje pa dobil vzdevek »Puff« (oblaček). Izkušnja bližine smrti ga navdihnila, da konča četrti del novele Jonathan Livingston Galeb, ki je bil prvotno objavljen le v treh delih. 19. marca 2013 je izšla njegova knjiga »Travels with Puff«.

## Dela
- Stranger to the Ground (1963)
- Biplane (1966)
- Nothing by Chance (1969)
- Jonatan Livingston Galeb (1970) (COBISS)
- Podarjena krila (A Gift of Wings) (1974) (COBISS)
- Ni ga kraja, ki bi bil daleč (There's No Such Place As Far Away) (1976) (COBISS)
- Iluzije : prigode upornega mesije (Illusions) (1977)
- Most prek večnosti (The Bridge Across Forever) (1984) (COBISS)
- Eno (One) (1988) (COBISS)
- Polet v globine : duhovna pustolovščina (Running from Safety) (1994) (COBISS)
- Krila časa : odkritje Saunders-Vixna (Out of My Mind) (1999) (COBISS)
- The Ferret Chronicles:
  - Air Ferrets Aloft (2002)
  - Rescue Ferrets at Sea (2002)
  - Writer Ferrets: Chasing the Muse (2002)
  - Rancher Ferrets on the Range (2003)
  - The Last War: Detective Ferrets and the Case of the Golden Deed (2003)
  - Curious Lives: Adventures from the Ferret Chronicles (Oct. 2005. One-volume edition of previous books)
- Flying (2003)
- Messiah's Handbook (2004)